# 来栖夏芽
来栖 夏芽（くるす なつめ、英語: Kurusu Natsume）は、ANYCOLOR株式会社が運営するにじさんじ所属のバーチャルライバー、小説家である。キャラクターデザインはUNI。

## 来歴
2019年12月26日、にじさんじデビューを果たした。2019年12月29日に初配信を実施。
2020年11月、にじさんじライバー・天宮こころがMinecraftのにじさんじサーバー内で行った寄贈本企画「にじ文豪になろう!」に参加し、そこで執筆した短編にMF文庫Jの担当編集からお声がかかり、2021年12月の2周年記念配信内にて、2022年2月に『人外教室の人間嫌い教師 ヒトマ先生、私たちに人間を教えてくれますか……?』を発表、小説家デビューを果たすこととなった。。2022年8月に『人外教室の人間嫌い教師 ヒトマ先生、私たちに人間を教えてくれますか……?』の2巻と、月刊漫画雑誌『月刊少年エース』（KADOKAWA）10月号よりコミカライズが連載されている。

## 人物
公式紹介文では
音楽とヒツジをこよなく愛する、19歳の大学生。ノリが軽く人懐っこい性格。興味のあることには何でも挑戦してみようと思い、配信を始めた。絵を描いたり字を書いたり、創作全般が趣味。。
とされている。動画を投稿しない日には動画日記「なつめぇ絵日記」を投稿していた。

## 作品

### 小説
『人外教室の人間嫌い教師』シリーズ
1. 『人外教室の人間嫌い教師 ヒトマ先生、私たちに人間を教えてくれますか……？』（イラスト:泉彩、MF文庫J〈KADOKAWA〉、ISBN 978-4-04-681095-3）[8]
2. 『人外教室の人間嫌い教師2 ヒトマ先生、私たちの希望を見つけてくれますか……？』（イラスト:泉彩、MF文庫J〈KADOKAWA〉、ISBN 978-4-04-681579-8)
3. 『人外教室の人間嫌い教師3 ヒトマ先生、私たちと未来に進んでくれますか……？』（イラスト:泉彩、MF文庫J〈KADOKAWA〉、ISBN 978-4-04-681580-4

### その他
- ボードゲーム「あのアレなヤバイにじさんじ」[9]
- 紅野あつ『人外教室の人間嫌い教師 ヒトマ先生、私たちに人間を教えてくれますか……? (1)』（原作：来栖夏芽、デザイン：泉彩、角川コミックス・エース〈KADOKAWA〉、ISBN 978-4-04-113232-6)

## 出演

### イベント
- 「にじさんじ vs. プロゲーマー 〜秋の夜長の大対戦会〜」（2021年9月23日）[10]